# Laurenz von Sal (Schultheiss)
Laurenz von Sal (* vor 1385; † 17. Juni 1405 bei Stoss) war Schultheiss von Winterthur. Er war bei den Appenzellerkriegen ein wichtiger Vermittler und genoss als solcher Ansehen auf beiden Seiten. Als Führer der Winterthurer Truppen fiel er bei der Schlacht am Stoss.

## Leben
Laurenz von Sal war der Sohn von Konrad von Sal, der 1364 Schultheiss der Stadt Winterthur wurde und wie der Sohn schon gute Beziehungen zu seiner Umwelt pflegte. Das Geburtsdatum von Laurenz ist wohl nicht überliefert, jedoch war er ab 1385 Mitglied des Kleinen Rats der Stadt. Als sein Vater 1397 starb, übernahm er dessen Amt als Schultheiss der Stadt. Des Weiteren ist anzunehmen, dass er zusammen mit Hans von Seen in der Zeit um 1403 Stellvertreter des Landvogts des Thurgaus war. Seine Schwester Anna war um 1400 Priorin im Kloster Töss und sein Bruder Hans war von 1409 bis 1434 ebenfalls Schultheiss von Winterthur.
Während seiner Amtszeit wurde Laurenz des Öfteren als Streitschlichter eingesetzt. So verwies 1399 die Herrschaft Rapperswil zwei im Streit stehende Bürger an den Schultheiss von Winterthur. Im April 1402 besiegelte er in Winterthur zusammen mit Heinrich von Gachnang einen Ausgleich zwischen Abt Kuno von Stoffeln und den Landleuten von Appenzell. Im Juli 1402 gelang es Schultheiss und Rat in Winterthur, in einem weiteren Streit mit Beteiligung Appenzells und seinen Verbündeten einen mehrmals erneuerten Waffenstillstand zu erreichen.
Lorenz von Sal wurde am 25. Februar 1402 vom Bischof Marquart von Konstanz und Graf Johann von Lupfen zu ihrem Obmann bei weiteren Fehden ernannt. Auch die Stadt St. Gallen berief von Sal zusammen mit Hans von Seen im Januar 1403 als ihren Vertreter bei einer Unterhandlung mit Abt Kuno und der Herrschaft Österreich. 1403 reiste Laurenz als Vertreter des Abts nach Österreich, um diese um Unterstützung beim Appenzellerkrieg zu bitten und um an einer Besprechung der österreichischen Städte in Baden teilzunehmen. Laurenz war Chefunterhändler des Abtes und verhandelte in dieser Funktion auch mit Zürich, die sich bei Schwyz um einen Frieden bemühen sollten, der im Frühjahr 1404 zustande kam. Laurenz von Sal hatte dabei wohl auch ein Interesse daran, dass die österreichische Macht im Mittelland möglichst geschlossen war und dass die Schwyzer sich möglichst wenig in die Angelegenheit auf der Seite von Appenzell einmischte.
Da es jedoch nicht gelang, den Streit mit Appenzell zu schlichten, und es immer wieder Fehden gab, wurde auch Winterthur langsam in den Konflikt hineingezogen. So kam es am 3. Juni 1405 zur Harnischanleite, bei der die Ausrüstung und ihre Finanzierung festgelegt wurde. Das Winterthurer Heer zog dann am 11. Juni unter Leitung des Schultheissen nach Konstanz, wo der Treffpunkt der österreichischen Truppen war. Von dort zogen die Winterthurer dann weiter, ab Arbon zu den rund 1200 Mann gehörend, die nach Altstätten zog. Dort befreiten sie das von den Appenzellern belagerte Städtchen und zogen dann weiter ins Appenzellerland hinauf, wo es beim Hinaufstieg zur verhängnisvollen Schlacht am Stoss gekommen sein soll. Der Schultheiss fiel zusammen mit 94 anderen Winterthurern, elf weitere gerieten in Gefangenschaft und mussten freigekauft werden. Winterthur hatte damit bei der Schlacht neben dem Verlust des eigenen Banners am meisten Verluste bei den Österreichern zu beklagen.
Laurenz von Sal fand zusammen mit den anderen Opfern der Schlacht seine letzte Ruhe in Altstätten. Sein Nachfolger als Schultheiss von Winterthur wurde Götz Schultheiss unter dem Schopf. Seine Tochter Elisabeth heiratete Hans I. von Goldenberg, der seinen Sitz auf der Mörsburg hatte.